# Operațiunea Keelhaul
Operațiunea Keelhaul a fost desfășurată în nordul Italiei de către forțele britanice și americane și a avut ca  scop repatrierea forțată a prizonierilor de război ruși, care luptaseră în cadrul forțelor armate germane, în Uniunea Sovietică. Operațiunea a avut loc în perioada 14 august 1946 – 9 mai 1947. Denumirea a fost mai apoi aplicată, (în mod special după publicarea cărții omonime a lui Epstein), altor acte de forțare de repatriere după sfârșitul celui de-al Doilea Război Mondial ale foștilor cetățeni ai URSS și din Europa Răsăriteană, care încercau să fugă de amenințarea comunismului. 

## Conferința de la Ialta
Printre hotărârile luate în timpul Conferinței de la Ialta a fost și aceea ca Aliații occidentali să repatrieze în URSS toți cetățenii sovietici pe care aveau să-i găsească în zonele lor de ocupație. Această hotărâre îi privea prizonierii sovietici de război eliberați de Aliați din lagărele germane, dar a fost extinsă la toți refugiații din Europa Răsăriteană. 
Pe 31 martie 1945, Secretarul General al Partidului Comunist al URSS, I. V. Stalin, Premierul Regatului Unit, Winston Churchill și Președintele SUA, Franklin D. Roosevelt, au căzut de acord asupra formei finale a planurilor lor post-belice într-un codicil secret. Planul repatrierii forțate a refugiaților sovietici în URSS a fost ținut secret, nefiind dezvăluit popoarelor american și britanic timp de peste 50 de ani.

## Numele operațiunii

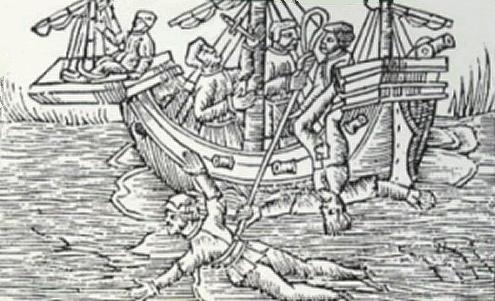
„Tragerea pe sub chilă”, litografie din secolul al XVI-lea

„Keelhaul” (în traducere „tragere pe sub chilă”) a fost o pedeapsă fizică aplicată în marină în vechime. În cartea Operation Keelhaul, Julius Epstein afirmă ca numele operațiunii ales de responsabilii militari a ilustrat perfect lipsa de respect a acestora pentru dorința de libertate a celor care aveau fie să ajungă în lagăre de concentrare, ori în fața plutoanelor de execuție sau în ștreang. 

## Repatrierea forțată
Milioane de refugiați căutau să fugă din regiunile ocupate de sovietici în Europa Răsăriteană și Centrală. Printre aceștia se aflau diferiți anticomuniști], membrii familiilor lor, civili din Uniunea Sovietică și Iugoslavia, și colaboraționiști. 
La sfârșitul celui de-al Doilea Război Mondial, în Europa Occidentală se aflau aproximativ cinci milioane de „persoane strămutate” din Uniunea Sovietică, dintre care aproximativ trei milioane fuseseră muncitori aduși la muncă forțată ( OST-Arbeiter – „muncitori răsăriteni”). „Muncitorii răsăriteni” au fost de multe ori tratați la reîntoarcerea lor în URSS precum trădătorii, fiind deportați în regiuni îndepărtate ale țării, interzicânduli-se anumite drepturi.
Soarta cea mai grea au avut-o cazacii care au făcut parte din Corpul al XV-lea SS de cavalerie cazacă din cadrul Waffen-SS, rudele lor, ca și ustașii iugoslavi, care au fost repatriați din regiunile de ocupație americană și britanică din Germania și Austria în URSS, respectiv în Iugoslavia (Slovenia).  
Uneori, persoanele repatriate au fost executate sumar imediat după ce autoritățile militare predaseră aceste persoane celor sovietice, precum a fost cazul colaboraționiștilor uciși de partizanii din Iugoslavia în timpul masacrului de la Bleiburg. Cei care nu au fost executați au fost deportați în lagărele de muncă obligatorie (gulaguri). 
Printre repatriații cu forța s-au numărat și emigranții „albi”, care nu fuseseră niciodată cetățeni sovietici, dar care luptaseră de parte Germaniei Naziste împotriva Uniunii Sovietice. Printre deportați s-au aflat personalități ale emigrației precum generalul Andrei Șkuro și atamanul cazacilor de pe Don, Piotr Krasnov. Deportările emigranților albi contravenea angajamentelor asumate de delegația britanică la Conferința de la Ialta, prin care aceștia se angajau să predea doar cetățenii sovietici, care avuseseră această calitate după 1 septembrie 1939. (Vedeți și: Trădarea cazacilor).
Ultima repatriere forțată din cadrul Operațiunii Keelhaul, care a implicat selectarea și transferul ulterior a aproximativ 1.000 de „ruși” din lagărele  Bagnoli, Aversa, Pisa, și Riccione, ca urmare a aplicării „Directivei NcNarney-Clark Directive”, a început pe 14 august 1946. Au fost transferați sub jurisdicția autorităților sovietice persoanele care au activat în Armata germană. Operațiunea de transfer a primit numele de cod „East Wind” (Vântul de la răsărit)  și a avut loc în Austria, în localitatea Sankt Valentin pe 8 și 9 mai 1947.